# Iglesia de San Sebastián (Villanueva de Córdoba)
La parroquia de San Sebastián de Villanueva de Córdoba, localidad de la comarca de los Pedroches, en la provincia de Córdoba, es un edificio religioso construido en el siglo XVI y que desde 1954 cuenta con el rango de iglesia parroquial.

## Historia del templo
La actual parroquia de San Sebastián de Villanueva de Córdoba es una antigua ermita del siglo XVI que ha sufrido diferentes reformas que han modificado notablemente su aspecto. La ermita fue construida en 1585 y fue convertida en parroquia en 1954, al igual que la parroquia de Cristo Rey de la localidad, siendo abierta al culto el 28 de julio de 1954. La obra de la ermita fue costeada por la Hermandad de San Sebastián. El primitivo campanario o espadaña fue sustituido por uno con dos cuerpos con tres campanas y en 1688, durante una Visita Pastoral del cardenal Salazar, obispo de Córdoba, ordenó que se devolviera a la ermita de San Sebastián una campana que había sido llevada a la cercana Iglesia de San Miguel Arcángel. En 1757 se efectuaron obras de reparación en todo el edificio de la ermita y también en la casa del santero. Ambas ocupaban 425 metros cuadrados. 
En julio de 1936, durante los primeros días de la guerra civil española, se utilizó la ermita como cárcel para las personas detenidas por los republicanos. Todas sus imágenes y altares fueron destruidos. Entre los años 1964 y 1965 se edificó la casa parroquial, utilizando la que había sido hasta entonces casa del santero, obra que proyectó y dirigió el párroco del momento, Don Rafael Gutiérrez Márquez.

## Características del templo
La obra pertenece al tipo característico de ermita de los Pedroches, con cuatro tramos separados por arcos diafragma sobre pilares de granito, habiéndose sustituido la cubierta plana de madera a dos aguas por bovedillas de cemento. También se le modificó la cabecera, añadiéndosele una cúpula con linterna que no aparece nunca en este tipo de edificios, así como tampoco suelen aparecer las cuatro capillas laterales, de planta rectangular y cubiertas por bóvedas de cañón con lunetos, abiertas de forma simétrica en los tramos más cercanos a la cabecera. 
Junto al presbiterio está la sacristía parroquial y a los pies se encuentra la portada principal, construida en granito, con arco de medio punto con moldura exterior, precedida por un pequeño pórtico de tres arcos peraltados sobre columnas toscanas. La fachada del edificio se completa con una espadaña con dos cuerpos construidos en granito que albergan las campanas.
En el interior de la ermita de San Sebastián se veneran varias imágenes, entre las que destaca la del titular de la iglesia, donada en 1939 por una vecina de la localidad y el Cristo de la Buena Muerte, que preside el altar mayor. Este último fue tallado en 1955 por Antonio Castillo Ariza. En la parroquia se guarda asimismo la imagen de la Virgen de la Alegría, realizada por el escultor Juan Martínez Cerrillo en 1965, así como la imagen de "la Borriquita", realizada en los talleres de Olot en 1961. Es notable también el sagrario de la parroquia, de estilo neobarroco, que descansa sobre una columna. En el lado izquierdo de la iglesia un pequeño retablo sostiene la figura de San Bartolomé, titular de la hermandad de su nombre en Villanueva de Córdoba.
La parroquia es la sede de tres hermandades de la localidad que desfilan en procesión en la Semana Santa Jarota: la hermandad de la Borriquita, la del Cristo de la Buena Muerte y la de la Virgen de la Alegría.